# Jazeman Jaafar

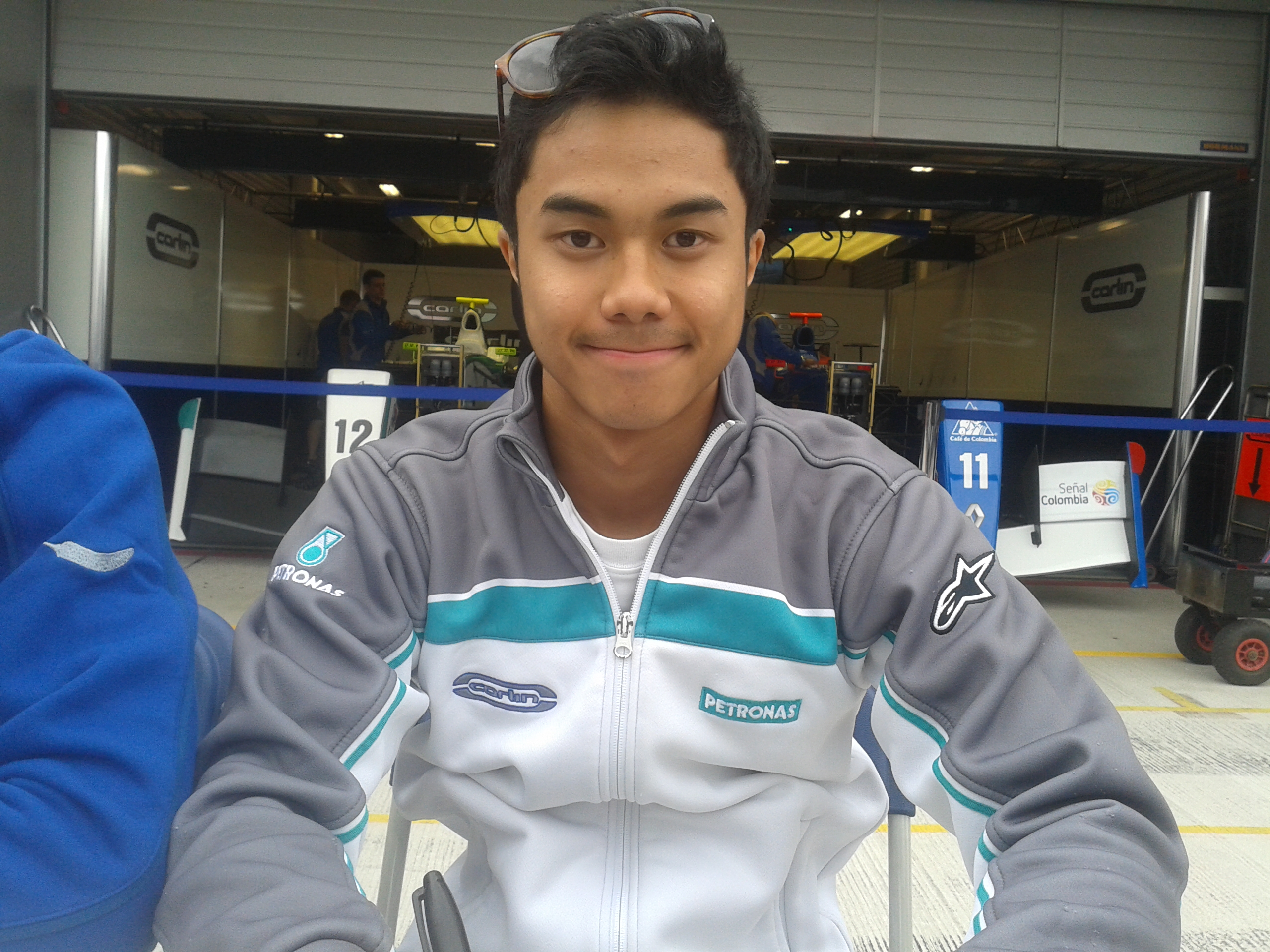
Jazeman Jaafar 2013

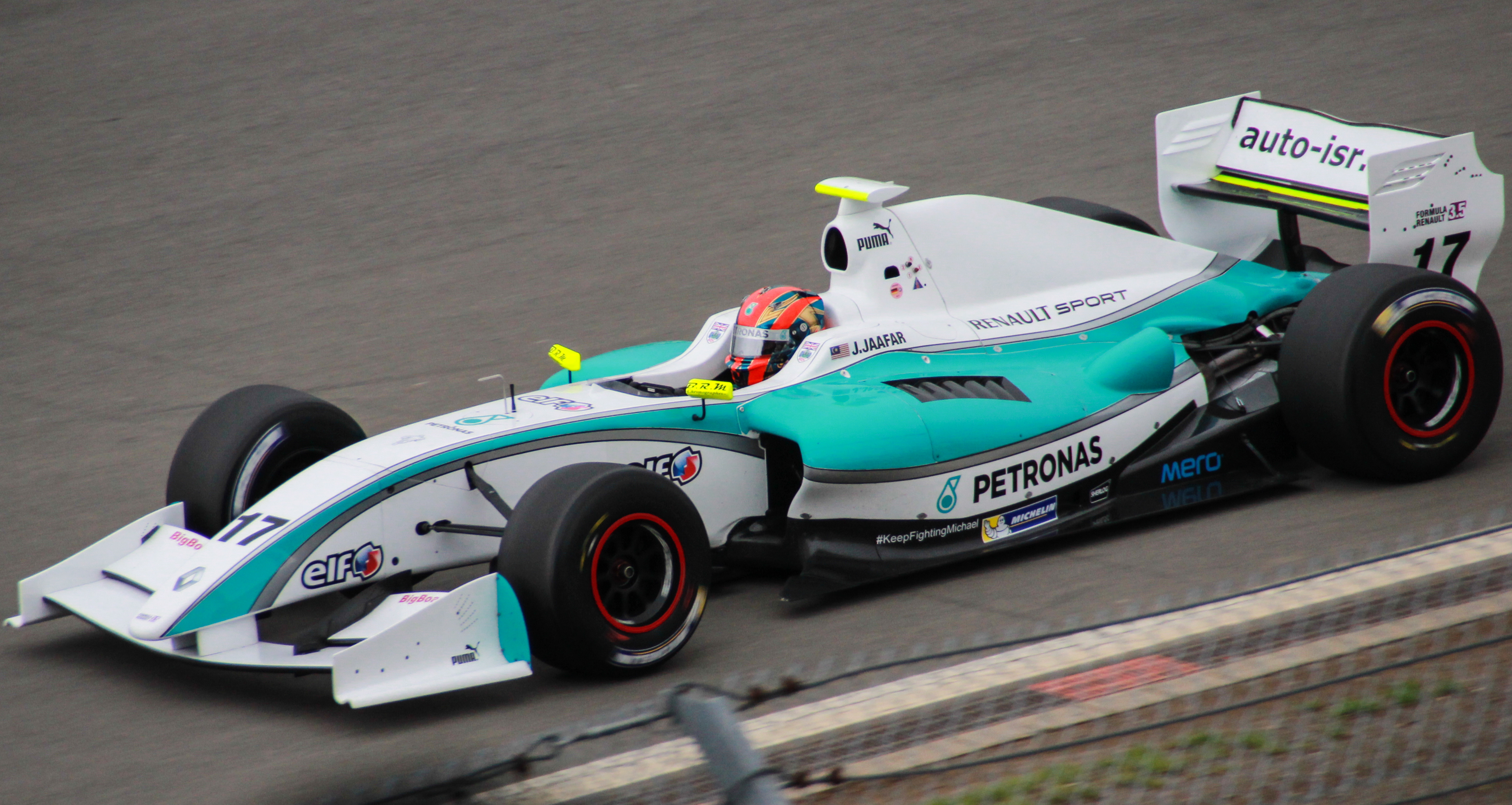
Jazeman Jaafar beim ersten Rennen der Formel Renault 3.5 auf dem Nürburgring 2014

Jazeman Firhan Jaafar (* 13. November 1992 in Kuala Lumpur) ist ein malaysischer Automobilrennfahrer. Er startete von 2010 bis 2012 in der britischen Formel 3 und wurde dort 2012 Vizemeister. Von 2013 bis 2015 trat er in der Formel Renault 3.5 an.

## Karriere
Jaafar begann seine Motorsportkarriere 1999 im Alter von sechs Jahren im Kartsport, in dem er bis 2005 aktiv war. 2006 gab er in der asiatischen Formel Renault Challenge sein Debüt im Formelsport und wurde auf Anhieb Dritter. 2007 startete er in der asiatischen Formel BMW. Da er erst 14 Jahre alt war, benötigte er eine Sondergenehmigung für seine Teilnahme. Jaafar gewann 10 von 22 Rennen und entschied die Meisterschaft für sich. 2008 wechselte Jaafar nach Europa und trat in der europäischen Formel BMW an. Nachdem er in seiner ersten Saison den 14. Gesamtrang belegt hatte, blieb er auch 2009 in dieser Serie und wurde mit zwei dritten Plätzen Neunter im Gesamtklassement.
2010 wurde Jaafar von Carlin für die britische Formel-3-Meisterschaft verpflichtet. Mit einem zweiten Platz als bestes Resultat belegte er den zwölften Gesamtrang. 2011 blieb Jaafar bei Carlin und bestritt seine zweite Saison in der britischen Formel-3-Meisterschaft. Mit vier Podestplatzierungen verbesserte er sich auf den sechsten Platz der Meisterschaft. Darüber hinaus war Jaafar in der FIA-Formel-3-Trophäe 2011 punkteberechtigt. Mit einem dritten Platz wurde er Siebter. 2012 behielt Jaafar sein Carlin-Cockpit und trat erneut in der britischen Formel 3 an. Er gewann drei Rennen und lag zwischenzeitlich auf dem ersten Platz in der Meisterschaft. Am Saisonende unterlag er seinem Teamkollegen Jack Harvey mit 306 zu 319 Punkten und wurde Vizemeister. Darüber hinaus nahm Jaafar 2012 als Gaststarter für Carlin an drei Veranstaltungen der Formel-3-Euroserie teil. Dabei kam er einmal auf dem ersten Platz ins Ziel.
2013 wechselte Jaafar in die Formel Renault 3.5, wo er abermals für Carlin an den Start ging. Mit einem dritten Platz in Monte Carlo als bestem Resultat beendete er die Saison auf dem 17. Gesamtrang. Teamintern unterlag er Carlos Huertas mit 24 zu 30 Punkten. Darüber hinaus nahm er für Carlin 2013 an einer Veranstaltung der britischen Formel-3-Meisterschaft und dem Macau Grand Prix teil. Dabei gewann er zwei Rennen in der britischen Formel 3. 2014 blieb Jaafar in der Formel Renault 3.5 und wechselte innerhalb der Serie zu ISR, wo er keinen Teamkollegen hatte. Jaafar erreichte zweimal einen dritten Platz und wurde Zehnter in der Fahrerwertung. Darüber hinaus trat er 2014 für HTP Motorsport zu einem Rennen der Blancpain Endurance Series an. 2015 bestritt Jaafar seine dritte Formel-Renault-3.5-Saison für Fortec Motorsport. Er gewann das Rennen in Monaco und führte die Meisterschaft anschließend kurzzeitig an. Weitere Siege folgten jedoch nicht, sodass Jaafar bis zum Saisonende auf den achten Rang zurückfiel, während sein Teamkollege Oliver Rowland Meister wurde. Jaafar unterlag Rowland mit 118 zu 307 Punkten.

## Statistik

### Karrierestationen
| - 1999–2005: Kartsport - 2006: Asiatische Formel Renault Challenge (Platz 3) - 2007: Asiatische Formel BMW (Meister) - 2008: Europäische Formel BMW (Platz 14) - 2009: Europäische Formel BMW (Platz 9) | - 2010: Britische Formel 3 (Platz 12) - 2011: Britische Formel 3 (Platz 6) - 2011: FIA-Formel-3-Trophäe (Platz 7) - 2012: Britische Formel 3 (Platz 2) - 2013: Formel Renault 3.5 (Platz 17) | - 2013: Britische Formel 3 (Platz 9) - 2014: Formel Renault 3.5 (Platz 10) - 2014: Blancpain Endurance Series, Pro (16) - 2015: Formel Renault 3.5 (Platz 8) |

### Einzelergebnisse in der Formel Renault 3.5
| Jahr | Team              | 1   | 2   | 3   | 4   | 5   | 6   | 7   | 8   | 9   | 10  | 11  | 12  | 13  | 14  | 15  | 16  | 17  | Punkte | Rang |
| ---- | ----------------- | --- | --- | --- | --- | --- | --- | --- | --- | --- | --- | --- | --- | --- | --- | --- | --- | --- | ------ | ---- |
| 2013 | Carlin            | MNZ | MNZ | ALC | ALC | MON | SPA | SPA | MOS | MOS | SPI | SPI | HUN | HUN | LEC | LEC | CAT | CAT | 24     | 17.  |
| 2013 | Carlin            | 7   | DNF | 18  | 12  | 3   | 9   | 19* | DNF | 13  | 10  | 13  | 20  | 20  | 14  | 14  | DNF | DNS | 24     | 17.  |
| 2014 | ISR               | MNZ | MNZ | ALC | ALC | MON | SPA | SPA | MOS | MOS | NÜR | NÜR | HUN | HUN | LEC | LEC | JRZ | JRZ | 73     | 10.  |
| 2014 | ISR               | DNF | 7   | 13  | 9   | 3   | 3   | 6   | 5   | 12  | 15  | 9   | 10  | 8   | DNF | 5   | 15  | DNF | 73     | 10.  |
| 2015 | Fortec Motorsport | ALC | ALC | MON | SPA | SPA | HUN | HUN | SPI | SPI | SIL | SIL | NÜR | NÜR | LMS | LMS | JRZ | JRZ | 118    | 8.   |
| 2015 | Fortec Motorsport | 2   | 7   | 1   | 2   | 6   | 18  | 4   | 10  | 9   | 10  | DNF | 3   | 17  | 13  | 14  | 6   | 8   | 118    | 8.   |

### Le-Mans-Ergebnisse
| Jahr | Team                  | Fahrzeug | Teamkollege | Teamkollege  | Platzierung | Ausfallgrund |
| ---- | --------------------- | -------- | ----------- | ------------ | ----------- | ------------ |
| 2018 | Jackie Chan DC Racing | Oreca 07 | Weiron Tan  | Nabil Jeffri | Rang 8      |              |